# Birkendahl
Birkendahl ist ein aus einer Hofschaft hervorgegangener Wohnplatz im Südwesten der bergischen Großstadt Solingen.

## Lage und Beschreibung
Der Ort befindet sich im südwestlichen Bereich des Solinger Stadtgebietes im ländlich geprägten Stadtteil Aufderhöhe zwischen Landwehr und dem Fluss Wupper. Die zu dem Ort gehörenden Gebäude befinden sich entlang der Straße Birkendahl, die in Gosse von der Wipperauer Straße nach Norden abzweigt. Birkendahl liegt auf einer kleinen Anhöhe oberhalb des Baches Elbe, der bei Müllerhof in die Wupper mündet. Der Ort ist durch neuere Bebauung in der Nachkriegszeit mit den Nachbarorten Brand und Gosse zusammengewachsen. Nördlich von Birkendahl befindet sich ein kleiner Höhenrücken, auf dem die Bundesstraße 229 verläuft.
Benachbarte Ortslagen sind bzw. waren: Teschenhöhe, Gillich, Eickenberg, Haasenmühle, Horn, Gosse, Rupelrath, Wachssack, Holzkamp, Brand, Landwehr und Landwehrhöhe auf Solinger Stadtgebiet sowie Nesselrath, Kradenpuhl und Müllerhof auf Leichlinger Stadtgebiet.

## Etymologie
Das Suffix -dahl ist eine im Bergischen und im Rheinland häufig vorkommende Ortsbezeichnung, die für ein Tal steht. Auch in Solingen kommt sie mehrfach vor, darunter im Merscheider Ort Dahl oder im Gillicher Dahl.  Der Ortsname Birkendahl kann daher als ein mit Birken bestandenes Tal gedeutet werden.

## Geschichte
Aus vorgeschichtlicher Zeit fanden sich in der Gegend um Birkendahl mehrere Siedlungsspuren, so ist etwa ein mittelsteinzeitlicher Wohnplatz östlich von Birkendahl nachgewiesen. Darüber hinaus stieß man auf mehrere Einzelfunde aus der Jungsteinzeit im Nordosten des Ortes.:1
Die Geschichte der Hofschaft Birkendahl ist seit dem 15. Jahrhundert nachweisbar, die erste urkundliche Erwähnung erfolgte im Jahre 1487 als Byrckendarl.:2 Im Jahre 1715 ist der Ort in der Karte Topographia Ducatus Montani, Blatt Amt Solingen, von Erich Philipp Ploennies mit insgesamt drei untereinander dargestellten Hofstellen verzeichnet, von denen die oberste und die unterste als birckendal bezeichnet sind. Die mittlere Hofstelle ist geteilt dargestellt und teils als birckendal und teils als brand bezeichnet. Birkendahl wurde in den Ortsregistern der Honschaft Ruppelrath innerhalb des Amtes Solingen geführt. Die Topographische Aufnahme der Rheinlande von 1824 verzeichnet den Ort als Birkendahl, die Preußische Uraufnahme von 1844 verzeichnet ihn ebenfalls als Birkendahl. In der Topographischen Karte des Regierungsbezirks Düsseldorf von 1871 ist der Ort erneut als Birkendahl verzeichnet.
Nach Gründung der Mairien und späteren Bürgermeistereien Anfang des 19. Jahrhunderts gehörte der Ort zur Bürgermeisterei Höhscheid, die 1856 zur Stadt erhoben wurde.
1815/16 lebten 48, im Jahr 1830 58 Menschen im als Weiler bezeichneten Wohnplatz im Birkendahl. 1832 war der Ort weiterhin Teil der Honschaft Ruppelrath innerhalb der Bürgermeisterei Höhscheid, dort lag er in der Flur VIII. Reinoldi Capelle. Der nach der Statistik und Topographie des Regierungsbezirks Düsseldorf als Hofstadt kategorisierte Ort besaß zu dieser Zeit sieben Wohnhäuser und sieben landwirtschaftliche Gebäude. Zu dieser Zeit lebten 49 Einwohner im Ort, davon einer katholischen und 48 evangelischen Bekenntnisses. Die Gemeinde- und Gutbezirksstatistik der Rheinprovinz führt den Ort 1871 mit zehn Wohnhäuser und 65 Einwohnern auf. Im Gemeindelexikon für die Provinz Rheinland von 1888 werden zwölf Wohnhäuser mit 85 Einwohnern angegeben. 1895 besitzt der Ortsteil 15 Wohnhäuser mit 73 Einwohnern und gehörte zum evangelischen Kirchspiel Rupelrath, 1905 zählt der Ort 14 Wohnhäuser mit 87 Einwohnern.
Mit der Städtevereinigung zu Groß-Solingen im Jahre 1929 wurde Birkendahl ein Ortsteil Solingens. Bereits auf der Hofacker-Karte von 1898 hat der Ort seine solitäre Lage verloren und war mit Gosse im Süden und dem an der damaligen Sandstraße (heute Opladener Straße) gelegenen Ort Brand zusammengewachsen. Birkendahl ist jedoch bis heute ländlich geprägt und von Weide- und Ackerflächen umgeben, auch einen landwirtschaftlichen Betrieb gibt es noch im Ort.